# Hosur
Hosur, en hindi : होसूर, est une ville du district de Krishnagiri, dans l'État du Tamil Nadu, en Inde. Selon le recensement de l'Inde de 2011, elle compte une population de 116 821 habitants.